# Station Barcelona Sants
Barcelona Sants (of Estació de Sants) is de naam van het hoofdstation van Barcelona, bediend door Renfe. Het is het belangrijkste overstapstation van de Catalaanse hoofdstad geworden door de samenkomst van stoptrein (Rodalies Barcelona), middellangeafstandslijnen voor nationale en internationale bestemmingen. Het station is vernoemd naar de buurt Sants in het district Sants-Montjuïc, waarin het is gelegen. 

## Geschiedenis en architectuur

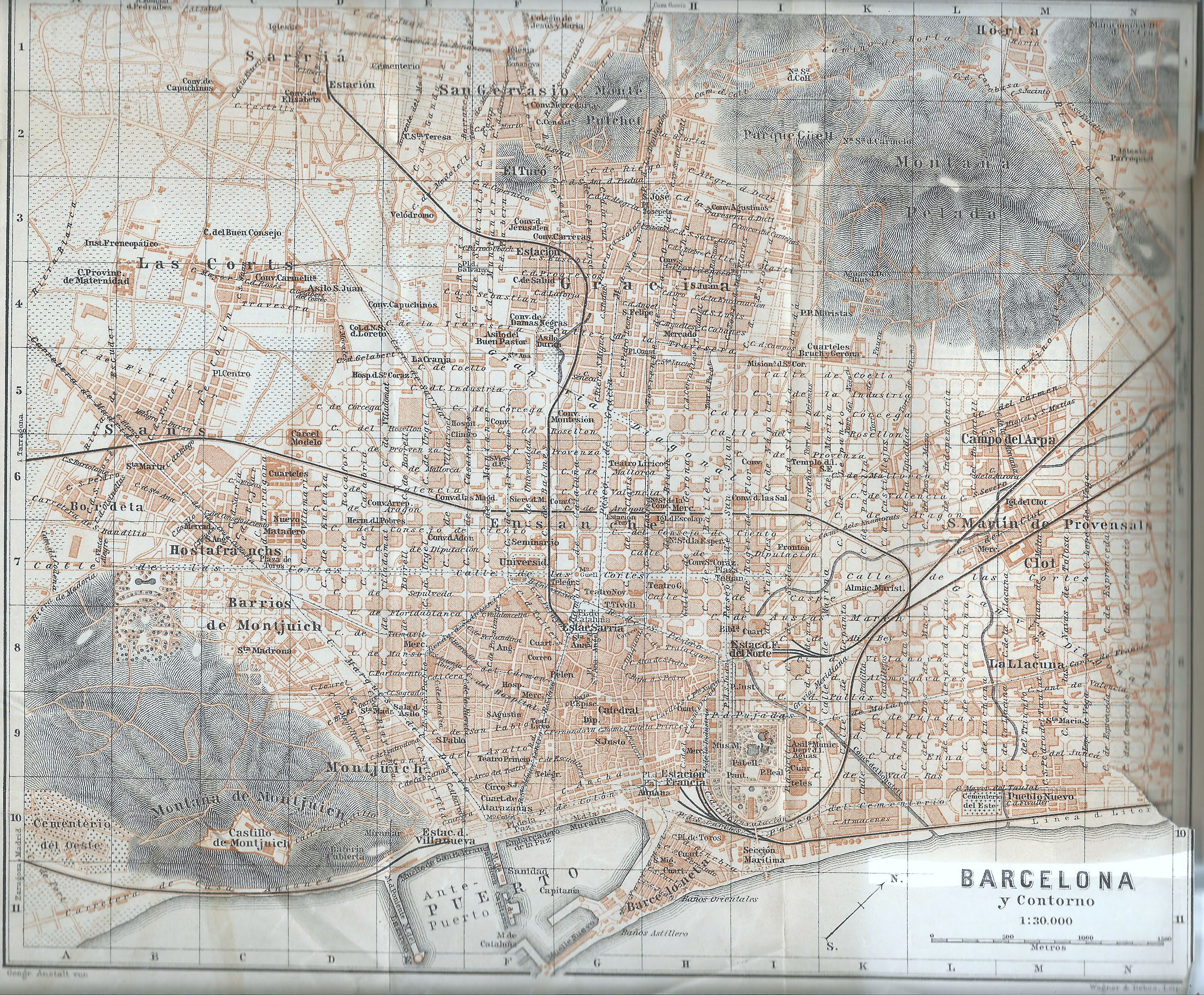
Op deze kaart van 1908 zijn de bovengrondse spoorlijnen zichtbaar van voor de bouw van de oostwest tunnel. De bovengrondse verbinding is later ook overdekt.

Het moderne station is gebouwd in de jaren zeventig van de twintigste eeuw als onderdeel van de bouw van de eerste oost-west regionale spoorlijn onder het centrum van Barcelona. Vanaf ongeveer 1980 overschaduwt Estació de Sants meer en meer het oudere eindstation estació de França als Barcelona's belangrijkste spoorwegstation.
Dit station is gebouwd in een moderne vliegveldachtige stijl, met zijn ondergrondse perrons. Desalniettemin heeft de doorlopende herstructurering, tot ongeveer 2012, als doel om het straatniveaugedeelte en kaartverkoophal aanzienlijk meer ruimte en licht te geven. Hierboven komt een hotel die de meeste verdiepingen van het hoofdgebouw in gebruik heeft.
Nieuwere gedeelten van het station werden in 2007 gerenoveerd om de Spaanse hogesnelheidstrein AVE in de stad te kunnen ontvangen, die de stad aandoet sinds 20 februari 2008. De sporen een tot en met zes aan de noordkant zijn normaalspoor en gebruikt door de hogesnelheidstreinen, terwijl de andere sporen gebruikt worden door de Rodalies treinen, regionale treinen en de nog overblijvende lange afstandstreinen die nog op het Iberisch breedspoor rijden. Sinds 8 januari 2013 is het station rechtstreeks verbonden met het Europees normaalspoor spoornet door middel van een eigen spoortunnelverbinding. De reizigers voor de hogesnelheidstreinen moeten een veiligheidscontrole en ticketcontrole passeren in aparte ruimtes. Aangrenzend aan dit station is er ook een internationaal busstation met dezelfde naam.

## Locatie
Dit station ligt in het Sants-Montjuïc district van Barcelona, iets ten westen van het noordwesten van het stadscentrum en is makkelijk bereikbaar per metro (zie hieronder) of bus van overal uit de stad. Dit station ligt aan het einde van Avinguda Roma tussen twee pleinen, Plaça dels Països Catalans en Plaça Joan Peiró, en heeft twee ingangen, een aan elk plein.

## Lijnen

### Cercanías/Rodalies
Renfe Cercanías/Rodalies runt Barcelona's wijd uitwaaierende stoptreinsysteem vanuit Barcelona-Sants. Dit zijn onder meer een halfuursdienst naar Aeroport Josep Tarradellas Barcelona-el Prat (lijn R10) en een dienst naar het toeristenoord Sitges (4 per uur) via lijn 2.
| Lijn    | Route |
| ------- | --- |
| R1      | Molins de Rei - L'Hospitalet de Llobregat - Barcelona-Sants - Barcelona-Plaça de Catalunya - Mataró - Blanes - Maçanet-Massanes                                 |
| R2      | Castelldefels - Barcelona-Sants - Barcelona-Passeig de Gràcia - Granollers-Centre                                                                               |
| R2-Nord | Aeroport - Barcelona-Sants - Barcelona-Passeig de Gràcia - Granollers-Centre - Maçanet-Massanes                                                                 |
| R2-Sud  | Sant Vicenç de Calders - Barcelona-Sants - Barcelona-Passeig de Gràcia - Estació de França                                                                      |
| R3      | L'hospitalet de Llobregat - Barcelona-Sants - Barcelona-Plaça de Catalunya - Granollers-Canovelles - Vic                                                        |
| R4      | Sant Vicenç de Calders - Vilafranca del Penedès - L'Hospitalet de Llobregat - Barcelona-Sants - Barcelona-Plaça de Catalunya - Cerdanyola del Vallés - Terrassa |
| R7      | L'Hospitalet de Llobregat - Barcelona-Sants - Barcelona-Plaça de Catalunya - Cerdanyola del Vallés - Martorell                                                  |

### Regionaal enCatalunya Express
| lijn | Regionale Trein |
| ---- | --- |
| CA1  | Barcelona-Estació de França/Barcelona Sant Andreu Comtal - Tarragona - Tortosa / Valencia                                    |
| CA2  | Barcelona Sants - Granollers-Centre - Girona - Figueres - Portbou - Cerbère                                                  |
| CA3  | Barcelona-Estació de França/Barcelona Sant Andreu Comtal - Tarragona - Reus - Móra la Nova - Flix - Riba-Roja d'Ebre - Caspe |
| CA4a | Barcelona-Estació de França/Barcelona Sant Andreu Comtal - Tarragona / Valls - La Plana-Picamoixons - Lleida-Pirineus        |
| CA4b | L'Hospitalet de Llobregat - Manresa - Cervera de Segarra - Lleida-Pirineus                                                   |
| CA5  | L'Hospitalet de Llobregat - Vic - Ribes de Fresser - La Molina - Puigcerdà - La Tour de Carol                                |

### Lange afstand enGrandes Líneas
- Talgo
- Trenhotel
- Altaria
- Alvia
- Arco
- Estrella
- Euromed

### AVE
Madrid is tweeënhalf uur rijden met de AVE Madrid-Barcelona hogesnelheidsspoorweglijn, sinds de aansluiting tussen Camp de Tarragona en Barcelona geopend is in 2008.
De hogesnelheidsdienst gebruikt perrons 1 t/m 6, die zijn aangepast aan Europees normaalspoor voor gebruik van de AVE-dienst, de overige acht sporen van Renfe hebben de bredere Spaanse spoorbreedte. Een tweede treinstation in Barcelona, La Sagrera TAV (in aanbouw - opening voorzien in 2023), wordt aangesloten op het hogesnelheidsnetwerk zodat ook het noorden van de stad bediend wordt.

#### Diensten
| Trein | Stations |
| ----- | --- |
| AVE   | Barcelona-Sants · Camp de Tarragona · Lleida-Pirineus · Zaragoza-Delicias · Calatayud · Guadalajara-Yebes · Madrid-Puerta de Atocha |
| AVE   | Barcelona-Sants · Camp de Tarragona · Lleida-Pirineus · Zaragoza-Delicias · Calatayud · Madrid-Puerta de Atocha · Córdoba-Central · Sevilla-Santa Justa |
| AVE   | Barcelona-Sants · Camp de Tarragona · Lleida-Pirineus · Zaragoza-Delicias · Madrid-Puerta de Atocha · Ciudad Real-Central · Puertollano · Córdoba-Central · Puente Genil-Herrera · Antequera-Santa Ana · Málaga-María Zambrano |
| Alvia | Barcelona-Sants · Camp de Tarragona · Lleida-Pirineus · Zaragoza-Delicias · Logroño · Miranda de Ebro · Bilbao-Abando |
| Alvia | Barcelona-Sants · Camp de Tarragona · Lleida-Pirineus · Zaragoza-Delicias · Pamplona · San Sebastián · Irun |
| Alvia | Barcelona-Sants · Camp de Tarragona · Lleida-Pirineus · Zaragoza-Delicias · Tudela de Navarra · Castejón de Ebro · Tafalla · Pamplona · Vitória/Gasteiz · Miranda de Ebro · Burgos · Palencia · Sahagún · León · Astorga · Bembibre · Ponferrada · O Barco de Valdeorras · A Rúa-Petín · San Clodio-Quiroga · Monforte de Lemos · Ourense Empalme · Redondela de Galicia · Vigo |
| Avant | Barcelona-Sants · Camp de Tarragona · Lleida-Pirineus |

## Metro van Barcelona
- Sants Estació (metrostation) (aangedaan door lijnen L3 en L5 van de Metro.)